# Jochen-Hilmar von Wuthenau
Jochen-Hilmar von Wuthenau (* 10. Februar 1887 auf Gut Poledno bei Schwetz an der Weichsel, Kreis Schwetz; † 12. Januar 1965 in Diepholz) war ein deutscher Verwaltungsjurist in Preußen.

## Leben
Er war Sohn der Adda von Blanckenburg aus der Linie Hebron-Damnitz und des Rittergutsbesitzers und Kammerherrn Fritz von Wuthenau-Poledno, mit Besitz in Westpreußen. Jochen von Wuthenau studierte an der Ruprecht-Karls-Universität Heidelberg Rechtswissenschaft. Mit Kurt von Kamphoevener wurde er 1906 im Corps Saxo-Borussia Heidelberg aktiv. Er wechselte an die Rheinische Friedrich-Wilhelms-Universität, wo er auch im Corps Borussia Bonn recipiert wurde. Als Inaktiver wechselte er an die Albertus-Universität Königsberg und die Friedrichs-Universität Halle. Als Oberleutnant der Reserve zog er in den Ersten Weltkrieg. In der Schlacht an der Marne (1914) verwundet, kam er zum Ober Ost.
1913 heiratete er in Berlin Mary von der Wense, Tochter der Luise von Fabrice und des ghzgl. meckl. Kammerherrn Hilmar von der Wense auf Wense. Jochen und Mary hatten die Tochter Marie-Elisabeth, verheiratet mit Berthold de Marco, und den Sohn Fritz-Hilmar der als Oberleutnant der Luftwaffe 1941 fiel. Ernst-August von der Wense war sein Schwager.
Ab April 1918 übernahm er im Kreis Diepholz vertretungsweise die Stelle des nach Berlin abgeordneten Landrats William Louis Eduard Quassowski. 1922 wurde er zum Landrat des Kreises Diepholz ernannt. In seine Amtszeit fällt neben dem massiven Ausbau der Verkehrsinfrastruktur (Kreis- und Gemeindestraßen) insbesondere die Regulierung der Flussläufe von Aue, Hunte, Omptedakanal, Graftkanal, Dadau und Moorkanal. Ein besonderes Anliegen waren ihm Moorkolonisation und Siedlungsbau. Wuthenau veranlasste unter anderem die Gründung der im südlichen Diepholzer Kreisgebiet gelegenen Siedlung Düversbruch, deren erste Häuser im Oktober 1932 bezogen wurden. Insgesamt wurden unter seiner Verwaltung vier geschlossene Siedlungen mit 46 Stellen und etwa 30 Einzelsiedlungen geschaffen. Außerdem wurden in dieser Zeit die Aufbauschule, das Kreiskrankenhaus und das Säuglingsheim in Diepholz neu gegründet. Nach Differenzen mit der NSDAP wurde er – gegen den Protest zahlreicher Einwohner – im April 1934 abberufen und im Mai in den einstweiligen Ruhestand versetzt.
Von 1935 bis 1945 war er Landrat des Netzekreises mit Sitz in Schönlanke. 1939 wirkte er auch als Landkommissar im Landkreis Scharnikau (Wartheland), Reichsgau Wartheland. Vertretungsweise betreute er von 1943 bis 1945 auch den Landkreis Arnswalde und den Landkreis Friedeberg Nm. Als im Februar 1945 die Schlacht um Ostpommern begann, musste er vor der anrückenden Roten Armee flüchten. Zuletzt wurde er noch als stellvertretender Landrat im Landkreis Melle und im Landkreis Wittlage eingesetzt.
Nach dem Einmarsch der British Army im April 1945 kam er in Automatischen Arrest. 1946 entlassen, wurde Wuthenau Mitglied der neu gegründeten Christlich Demokratischen Union Deutschlands. Für sie war er mehrere Jahre lang Mitglied des Stadtrats von Diepholz, des Kreisausschusses und des Kreistages, Mitglied des Flüchtlingsrats und Aufsichtsrat der Kreis-Flüchtlings- und Siedlungsgesellschaft. Wuthenau war Ehrenritter des Johanniterordens. Seine letzte Ruhestätte fand er in einem Ehrengrab auf dem Friedhof in Düversbruch.